# Miguel Espinosa "Armillita"
Miguel Espinosa Menéndez (Aguascalientes, Aguascalientes, 19 de septiembre de 1958-ibidem, 6 de noviembre de 2017), más conocido como Miguel Espinosa “Armillita” o Miguel Espinosa “Armillita Chico”, fue un torero mexicano.

## Novillero
Fue hijo de Nieves Menéndez y del torero Fermín Espinosa “Armillita Chico”. Perteneció a una familia de tradición taurina en la cual su abuelo, tío Juan, su medio hermano Manolo, su hermano Fermín y su sobrino han sido toreros.
Se presentó por primera ocasión como novillero el 16 de noviembre de 1975 en Jiquilpan, Michoacán, con toros de la ganadería Armillita Hermanos, alternando con Javier Tapia “el Cala” y Miguel Munguía “el Inspirado”. En 1977 hizo su primera temporada en España, el 27 de marzo toreó en la Monumental de Barcelona, después se presentó en la Real Maestranza de Sevilla, en la  plaza de toros de Valencia y en la plaza de toros de Vista Alegre de Bilbao.

## Torero
Tomó la alternativa el 26 de noviembre de 1977 con el toro Arlequín en la plaza Santa María de Querétaro; su padrino fue Manolo Martínez y los testigos José Mari Manzanares y Eloy Cavazos. La tarde de su alternativa falló en la suerte de matar; sin embargo logró el triunfo a la semana siguiente en la misma plaza, conformándose el cartel con su padrino y con el torero español Paco Camino. El 28 de diciembre de 1978 se presentó en la plaza de toros Cañaveralejo de Cali, en Colombia, alternando con Francisco Rivera “Paquirri” y Alberto Ruiz “el Bogotano”.
El 18 de febrero de 1979 confirmó su alternativa en la Plaza México con el toro Jarábe; su padrino fue Mariano Ramos y el testigo Pedro Gutiérrez Moya “el Niño de la Capea”. Una semana más tarde se presentó en la Monumental “Román Eduardo Sandia” de Mérida en Venezuela alternando con José Mari Manzanares y Celestino Correa. 
El 25 de mayo de 1983 confirmó su alternativa en Las Ventas de Madrid con el toro Piconero, su padrino fue Manolo Vázquez y el testigo José Mari Manzanares. Durante su carrera fue invitado a participar en los carteles inaugurales de las plazas de toros de Puerto Vallarta, Apizaco, Juriquilla y la “Ponciano Díaz” de Texcoco. Toreó más de mil corridas. Se retiró el 1 de mayo de 2005 con el toro Muletero de Oro en Aguascalientes. El 6 de diciembre de 2009 abandonó su retiro para confirmar la alternativa del torero español Cayetano Rivera Ordóñez en la Plaza México. 
Fue famoso por sus pases naturales y por su labor como  banderillero, sin embargo dejó de ejecutar esta suerte debido a que se lastimó el hombro izquierdo en una presentación en Las Ventas. Durante su trayectoria como torero sufrió siete cornadas. Se le recuerdan las faenas que ejecutó a los toros Tenor y Vidriero, a los cuales les cortó el rabo en la Plaza México en 1986 y 1995 respectivamente.